# Robert Liensol
Robert Liensol est un acteur français, né le 9 septembre 1922 à Saint-Barthélemy dans les Antilles, et mort le 11 février 2011 à Paris 14e.

## Biographie
Il est le fils d’un juge de paix et d’une enseignante. Il a une sœur jumelle, Régine, deux autres sœurs et deux frères. Dès le début des années cinquante, tout en faisant de la figuration au théâtre et dans quelques films, il travaille au Musée de l'Homme à Paris, au Département Afrique Noire, en qualité de Documentaliste CNRS, lorsqu’en 1954, il crée et dirige la « Compagnie des Griots », première troupe de comédiens noirs à exister en France, dans le but de favoriser la promotion des artistes de couleur en leur proposant, grâce à des rôles intéressants (et non de faire-valoir) de contribuer à la vulgarisation et à la diffusion des œuvres du théâtre noir, de faire connaitre au public noir des œuvres du répertoire classique français et étranger, de développer une littérature dramatique noire en suscitant de nouveaux auteurs et enfin de fonder une école de comédiens noirs. À ses côtés, Darling Légitimus, Théo Légitimus, Jenny Alpha, Bachir Touré, Toto Bissainthe, Greg Germain, Timité Bassori, Lydia Ewandé, Danièle Van Berkeycke… Cette compagnie dure jusqu’en 1972 (en 1966, sa compagnie a fusionné avec celle de Med Hondo devenant ainsi la compagnie Griotsshango) et est à l’origine de créations qui font date : Les Nègres de Jean Genet sur une mise en scène de Roger Blin, dont il sera très proche, puis La tragédie du Roi Christophe et Une saison au Congo, deux pièces d'Aimé Césaire, ainsi que La Fête à Harlem de Melvin Van Peebles, L'Esclave et Le Métro Fantôme de LeRoi Jones, et, notamment sous la direction de Jean-Louis Barrault, des pièces d'Alexandre Pouchkine, Eugène Ionesco ou John Millington Synge. Il joue par la suite dans le spectacle d'Antoine Bourseiller, Ô America, dans Boesman et Lena, avec Toto Bissainthe, Le Camp du Drap d'Or de Serge Rezvani, ou encore En conduisant Miss Daisy, avec Tsilla Chelton…
La carrière de Robert Liensol est vaste et recouvre plus d’un demi-siècle. Il joue le rôle principal dans les séries dramatiques télévisées La case de l’Oncle Tom, en 1963, tourné dans le cadre de l’émission culturelle Le Théâtre de la jeunesse, et dans Les Verts Pâturages l'année suivante, un autre rôle dramatique teinté de comédie du même Jean-Christophe Averty. Il joue également le rôle principal dans La Putain respectueuse, Lettres du Bagne et L'Aventure ambiguë. En 1967, après une apparition dans Playtime de Jacques Tati, il signe son premier rôle au cinéma dans Soleil Ô, de son ami Med Hondo. Tourné avec un maigre budget, accueilli contradictoirement par la critique, distribué plusieurs années après, ce film engagé trace le portrait d’un immigré noir qui monte à Paris « au pays de ses ancêtres les Gaulois ». Par la suite, il tourne entre autres dans Coco Lafleur candidat et Vivre Libre ou Mourir, du réalisateur guadeloupéen Christian Lara, Neige de Juliet Berto, avec notamment Patrick Chesnais et Jean-François Stévenin, Amok du réalisateur marocain Souheil Ben Barka avec Miriam Makeba, Périgord Noir de Nicolas Ribowski, avec Jean Carmet, Roland Giraud et Jacques Gamblin, L’exil du roi Behanzin de Guy Deslauriers, avec le britannique d'origine jamaïcaine Delroy Lindo. Dans ce film, son rôle de gardien du roi Behanzin en exil est couronné d’un prix d’interprétation au festival du cinéma de Namur. Il partage l’affiche avec Jenny Alpha en 1989, dans le film de Julius Amédée Laou, La vieille quimboiseuse et le majordome.
Robert Liensol a prêté sa voix pour le doublage de nombreux films, téléfilms et séries, et apparaît dans plusieurs coproductions internationales, dont Target de Arthur Penn avec Gene Hackman et Matt Dillon, Passe-passe de Nicolas Gessner avec Ben Gazzara et Jean Yanne et Le Raccourci de Giuliano Montaldo avec Nicolas Cage. Il est également la voix du grand-père dans Kirikou et la Sorcière et Kirikou et les Bêtes sauvages, dessins animés de Michel Ocelot sortis en 1998 et 2005.
Atteint de la maladie d'Alzheimer dans le courant des années 2000, Robert Liensol déserte peu à peu les plateaux de tournage, les scènes de théâtre et les studios d'enregistrement. Après une chute dans son appartement, il se fracture le col du fémur, et meurt peu après l'opération, d'un probable choc septique pulmonaire, dans un hôpital parisien, à l'âge de 88 ans. Peu avant sa disparition, il fit une dernière apparition dans Pani pwoblem de son ami Christian Lara.

## Théâtre
- 1959 : Les Nègres de Jean Genet, mise en scène Roger Blin, Théâtre de Lutèce : Ville de Saint-Nazaire
- 1960 : Les Oiseaux d'après Aristophane, mise en scène Guy Kayat, Théâtre Verlaine : L'aigle
- 1961 : Le Voyage de Georges Schehadé, mise en scène de Jean-Louis Barrault, Odéon-Théâtre de France : Jim
- 1964 : Fête à Harlem de Melvin Van Peebles, mise en scène Roger Blin et Melvin Van Peebles, Festival du Jeune Théâtre (Liège)[2] : Trinity
- 1965 : L'Esclave d'Amiri Baraka, mise en scène Antoine Bourseiller, Théâtre de Poche Montparnasse : Walker Vassels
- 1967 : Le Métro fantôme d'Amiri Baraka, mise en scène Antoine Bourseiller, Festival d'Avignon : Un voyageur
- 1968 : Arc-en-ciel pour l'Occident chrétien de René Depestre, mise en scène Jean-Marie Serreau, Théâtre de la Cité Universitaire
- 1968 : Les Ancêtres redoublent de férocité de Kateb Yacine, mise en scène Jean-Marie Serreau, Théâtre de la Cité internationale : Le vétéran
- 1970 : Oh! America! d'Antoine Bourseiller, mise en scène de l'auteur, Théâtre du Gymnase : L'accusé
- 1976 : Boesman et Lena d'Athol Fugard, mise en scène Roger Blin, Théâtre de la Cité internationale : Boesman
- 1985 : Sonate en solitudes majeures de Julius-Amédée Laou, mise en scène de l'auteur, Théâtre de la Bastille
- 1991 : En conduisant Miss Daisy d'Alfred Uhry, mise en scène Gérard Vergez, Théâtre Antoine
- 1998 : Trois hommes et un cercueil de Raphaël Confiant, mise en scène Julius-Amédée Laou, Théâtre de la Tempête

## Filmographie

### Cinéma
- 1967 : Soleil Ô de Med Hondo
- 1965 : Les Autres de Maurice Cohen
- 1979 : West Indies ou les nègres marrons de la liberté de Med Hondo : Le parlementaire
- 1979 : Coco la Fleur, candidat de Christian Lara : David Boyeur dit Coco La Fleur
- 1980 : Vivre libre ou mourir de Christian Lara : L'avocat de la défense
- 1981 : Neige de Juliet Berto et Jean-Henri Roger : Jocko
- 1982 : Amok de Souheil Ben-Barka : Mathieu Sempala
- 1986 : Target d'Arthur Penn : Cafe Vendor
- 1988 : Passe-passe de Nicolas Gessner : Président Makabutu
- 1989 : Périgord noir de Nicolas Ribowski
- 1989 : La vieille quimboiseuse et le majordome de Julius Amédée Laou : Armand
- 1990 : Le Raccourci (Tempo di uccidere) de Giuliano Montaldo : Johannes
- 1993 : L’exil du roi Behanzin de Guy Deslauriers : Le gardien
- 1998 : Watani, un monde sans mal de Med Hondo
- 1998 : Sucre amer de Christian Lara : L'avocat
- 2010 : Pani pwoblem de Christian Lara : Aristide Mombin

### Télévision
- 1963 : Le Théâtre de la jeunesse : La Case de l'oncle Tom de Jean-Christophe Averty : Oncle Tom
- 1964 : Les Verts Pâturages de Jean-Christophe Averty : Le pasteur Deshee / Dieu
- 1974 : La Putain respectueuse d'André Flédérick
- 1978 : Mazarin de Pierre Cardinal : Sultan
- 1983 : Lettres du bagne de Jean L'Hôte : Docteur Albert Matoury
- 1984 : Le bout du lac de Jean-Jacques Lagrange : Loussouma
- 1985 : Série noire : Pas de vieux os de Gérard Mordillat
- 1989 : Panique aux Caraïbes de Serge Korber
- 1994 : Cœur à prendre de Christian Faure

## Doublage

### Cinéma

#### Films
- Bill Cobbs dans :
  - La Couleur de l'argent : Orvis
  - Bird : Dr Caulfield
  - Calendrier meurtrier : Inspecteur Reilly
  - New Jack City : le vieil homme
  - Le Sous-sol de la peur : Grand-père Booker
  - Demolition Man : Zachary Lambs vieux
  - Fluke : Bert
  - Dernières heures à Denver : Malt
  - Plus jamais : Jim Toller

- Scatman Crothers dans :
  - Vol au-dessus d'un nid de coucou : Orderly Turkle
  - Zapped! : Dexter Jones
  - La Quatrième Dimension : M. Bloom
  - Second Chance : Earl

- Joe Seneca dans :
  - Le Verdict : Docteur Thompson
  - Silverado : Ezra Johnson
  - Le Saint de Manhattan : Spits
  - Le Droit de tuer ? : Révérend Isaiah Street

- Morgan Freeman dans :
  - Ras les profs ! : Lewis
  - Miss Daisy et son chauffeur : Hoke Colburn
  - Le Bûcher des vanités : Juge Leonard White
  - La Puissance de l'ange : Geel Piet

- Moses Gunn dans :
  - WUSA[3] : Clotho
  - L'Histoire sans fin : Cairon
  - Le Maître de guerre : Sergent Webster

- Ted Ross dans :
  - The Wiz : Lion / Fleetwood (1er doublage)
  - Arthur : Bitterman
  - Police Academy : Capitaine Reed

- Frank McRae dans :
  - 1941 : Soldat Ogden Johnson Jones
  - 48 heures : Haden
  - L'Aube rouge : M. Teasdale

- Richard Roundtree dans
  - Dent pour dent : Capitaine Stevens
  - Angel 3 : Le Chapitre Final : Lieutenant Doniger
  - Crack House : Lieutenant Johnson

- Ossie Davis dans :
  - Jungle Fever : Dr. Purify
  - Gladiateurs : Noah
  - Docteur Dolittle : Archer Dolittle

- Louis Gossett Jr. dans :
  - Vengeance d'outre-tombe : le révérend Elija Bliss
  - Bande de flics : Calvin Motts
  - Le Temple d'or : Leo Porter
  - Le Proviseur : Jake Phillips

- Tony Burton dans :
  - Rocky : Duke
  - Rocky 4 : Duke

- Geoffrey Holder dans :
  - Le Pirate des Caraïbes : Cudjo
  - Charlie et la Chocolaterie : le narrateur

- James Earl Jones dans :
  - The Greatest : Malcolm X
  - Allan Quatermain et la Cité de l'or perdu : Umslopogaas

- Woody Strode dans :
  - Vigilante : Rake
  - Storyville : Charlie Sumpter

- Vernon Washington dans :
  - Starfighter : Otis
  - Vendredi 13, chapitre 5 : Une nouvelle terreur : George

- Charles Honi Coles dans :
  - Cotton Club : Suger Coates
  - Dirty Dancing : Tito Suarez

- Sullivan Walker dans :
  - Crocodile Dundee : Grand homme noir dans le métro
  - La Firme : Barry Abanks

- Hal Williams dans :
  - La Relève : Powell
  - Black/White : Howard Jones

- Teddy Wilson dans :
  - Chienne de vie : Fumes
  - Les Princes de la ville : Wallace

- 1953[4] : La Sorcière blanche : Utembo (Joseph C. Narcisse)
- 1969 : La Colline des bottes : Joe, le trapéziste (Maurizio Manetti)
- 1970 : Tick Tick Tick et la violence explosa : Fred Price (Leonard O. Smith)
- 1970 : Le Casse de l'oncle Tom : le révérend Deke O'Malley (Calvin Lockhart)
- 1971 : Les Nuits rouges de Harlem : Propriétaire de l'appartement (Gordon Parks)
- 1971 : L'Organisation : Lieutenant Jessop (Bernie Hamilton)
- 1972 : Meurtres dans la 110e Rue : Shevvy (Gilbert Lewis)
- 1976 : Les Mercenaires : Franklyn (Cocky Tlhotlhalemaje)
- 1976 : Car Wash : Snapper (Clarence Muse)
- 1976 : Pour pâques ou à la trinita : le commerçant africain[Qui ?]
- 1977 : Le Continent oublié : Chung-Sha (John Hallam)
- 1977 : Un risque à courir : le président Lunda (Simon Sabela)
- 1978 : Mon nom est Bulldozer : l'arbitre du match[Qui ?]
- 1979 : Le Putsch des mercenaires : Schooteacher (Sam Williams)
- 1980 : The Blues Brothers : Ray (Ray Charles)
- 1980 : Héros d'apocalypse : Carlos (Bobby Rhodes)
- 1980 : Le Dernier Vol de l'arche de Noé : Leipzig Manager (Arthur Adams)
- 1980 : La Plage sanglante : le lieutenant Piantadosi (Otis Young)
- 1981 : Le Prince de New York : The King (Robert Christian)
- 1981 : Deux filles au tapis : Big John Stanley (John Hancock)
- 1983 : L'Esprit d'équipe : Jess Covington (Mel Winkler)
- 1984 : Le Flic de Beverly Hills : Douglas Todd (Gilbert R. Hill)
- 1984 : L'Enfer de la violence : Randolph (Raymond St. Jacques)
- 1985 : Allan Quatermain et les Mines du roi Salomon : Umbopo (Ken Gampu)
- 1985 : Le Jour des morts-vivants : John (Terry Alexander)
- 1985 : Cocoon : Pops (Charles Lampkin)
- 1985 : Le Dernier Dragon : Daddy Green (Jim Moody)
- 1986 : Nola Darling n'en fait qu'à sa tête : Sonny Darling, le père de Nola (Bill Lee)
- 1986 : Platoon : Warren (Tony Todd)
- 1986 : Mosquito Coast : Ma Kennywick (Butterfly McQueen)
- 1986 : Y a-t-il quelqu'un pour tuer ma femme ? : Lieutenant Bender (Art Evans)
- 1987 : Chronique d'une mort annoncée : Le Narrateur (Gian Maria Volontè)
- 1987 : Les Griffes du cauchemar : Max (Laurence Fishburne)
- 1987 : Mort ou vif : Philmore Walker (Robert Guillaume)
- 1987 : Extrême préjudice : Luther Fry (Dan Tullis Jr.)
- 1987 : 260 chrono : Malcolm (Bill Duke)
- 1988 : L'Emprise des ténèbres : Lucien Céline (Paul Winfield)
- 1988 : Mississippi Burning : Vertis Williams (Lou Walker)
- 1988 : Les Dieux sont tombés sur la tête 2 : Timi (Treasure Tshabalala)
- 1990 : 48 heures de plus : Kirkland Smith (Bernie Casey)
- 1991 : Le Proprio : Gilliam (Paul Benjamin)
- 1992 : Malcolm X : Archie L'Antillais (Delroy Lindo)
- 1993 : Fortress : Abraham (Lincoln Kilpatrick)
- 1993 : Rasta Rockett : Whitby Bevil Senior (Charles Hyatt)
- 1993 : Demolition Man : Zachary Lambs jeune (Grand L. Bush)
- 1995 : L'Amour à tout prix : Jerry Wallace (Jason Bernard)
- 1995 : Mort ou vif : Charlie Moonlight (Woody Strode)
- 1996 : Jack : M.. Woodruff (Bill Cosby)
- 1999 : Révélations : Sheik Fadlallah (Cliff Curtis)
- 1999 : Cookie's Fortune : Theo Johnson (Rufus Thomas)
- 1999 : Les Adversaires : l'entraîneur de Cesar (Henry G. Sanders)
- 2000 : The Crow 3: Salvation : Ministre (Robby Robinson)
- 2002 : Men in Black 2 : Gardien du MIB (Alpheus Merchant)
- 2002 : Une nana au poil : L'homme pipi (Dick Gregory)
- 2004 : In My Country : Anderson (Sam Ngakane)

#### Longs métrages d'animation
- 1998 : Kirikou et la Sorcière : Le grand-père de Kirikou (narrateur)
- 2005 : Kirikou et les Bêtes sauvages : Le grand-père de Kirikou (narrateur)

### Télévision

#### Séries télévisées
- 1977 : Jésus de Nazareth : Balthazar (James Earl Jones)
- 1983-1985 : V : Caleb Taylor (Jason Bernard)
- 1985 : La Cinquième Dimension : Un joueur de poker (Morgan Freeman)
- 1986 : Nord et Sud : Washington (John Nixon) / Joseph (Harry Caesar)

#### Séries animées
- 1985 : Les Mondes engloutis : l'Homme tambour